# 張我華
張 我華（ちょう がか）は中華民国の政治家。北京政府・国民政府に属した。

## 事跡
日本に留学し、明治大学法科を卒業している。留学中に中国同盟会に加入した。帰国後は吉林省法政学校教員、上海『神州日報』記者となっている。
1913年（民国2年）、参議院議員に当選する。二次革命（第二革命）に際しては上海に逃れた。1917年（民国6年）の護法運動に際しては、孫文らの護法軍政府に与し、大元帥府諮議となっている。翌年2月、大元帥府参議となった。1924年（民国13年）、参議院秘書長に任ぜられている。その翌年には全国煙酒事務署署長となった。
1928年（民国17年）からは国民政府に参加し、外交部条約委員会委員となる。翌年10月、外交部常務次長に昇進した。1930年（民国19年）4月、内政部常務次長に横滑りし、外交部条約委員会副会長も兼任している。同年12月、暫時ながら内政部部長代理をつとめた。1932年（民国21年）、各職を辞し、安徽省宣城に居住している。
日中戦争勃発後、張我華は抗敵後援会を組織した。しかし1938年（民国27年）11月26日、日本軍の空爆に遭遇、死亡した。享年53。